# David Frölund

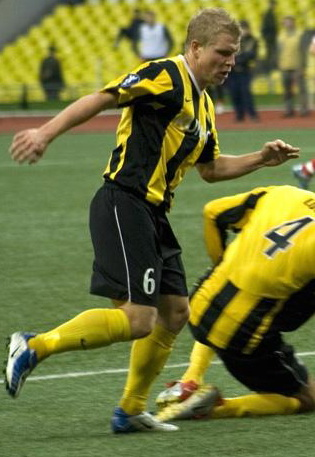
David Frölund (2007)

David Frölund (* 4. Juni 1979, als David Marek) ist ein schwedischer Fußballspieler. Der Mittelfeldspieler, der bis Anfang 2009 unter dem Namen David Marek bekannt war, kam 2003 zu einem Einsatz in der schwedischen Nationalmannschaft.

## Werdegang
Frölund begann mit dem Fußballspielen mit Backa IF. Anschließend wechselte er zu Örgryte IS. Für den Traditionsverein lief er in der Allsvenskan auf. Schnell etablierte der Außenverteidiger sich als Stammspieler bei dem Verein und immer wieder wurde über einen Einsatz in der Nationalmannschaft diskutiert. Im Februar 2003 wurde er dann auch in den Kader der schwedischen Nationalmannschaft für den King’s Cup berufen. Dort saß er die meiste Zeit nur auf der Bank, kam jedoch beim 1:1-Unentschieden gegen Nordkorea zu seinem Debüt im Nationaltrikot.
Vor der Spielzeit 2005 wechselte Frölund zum Erstligaaufsteiger BK Häcken. Nach zwei Jahren im Oberhaus musste der Klub Ende der Saison 2006 absteigen, Marek blieb jedoch dem Klub treu. Mit einem Punkt Rückstand auf den Tabellendritten GIF Sundsvall verpasste er mit der Mannschaft den direkten Wiederaufstieg. Mit 24 Saisoneinsätzen in der Zweitligaspielzeit 2008 trug er ein Jahr später zur Rückkehr ins Oberhaus bei. Im März 2009 machte er Schlagzeilen, als er mit neuem Nachnamen auf dem Trikot auflief – bei seiner Hochzeit 2007 hatte er den Namen seiner Frau angenommen, behielt jedoch zunächst den alten Namen auf dem Trikot und änderte dies vor der Erstligaspielzeit 2009. An der Seite von Mathias Ranégie, Tom Söderberg und Christoffer Källqvist belegte er unter Trainer Peter Gerhardsson mit dem Aufsteiger den fünften Tabellenplatz, wobei ein Europapokalplatz nur um zwei Punkte verpasst wurde.